# Gabriel Lozès
Pour les articles homonymes, voir Lozès (homonymie).
Gabriel Lozès, né le 18 août 1917 à Abomey et mort le 25 juin 1986 à Cotonou (Bénin), est un médecin et une personnalité politique béninoise.

## Carrière
Il est ministre de la Santé en 1963-1964 puis ministre des Affaires étrangères de la république du Dahomey (actuel Bénin) en 1964-1965 et secrétaire général du Parti démocratique dahoméen (PDD), le parti unique de Justin Ahomadegbé, puis de l'Alliance démocratique dahoméenne (ADD) après la dissolution du PDD. Il est ministre des Travaux publics, des Mines et des Transports du 7 mai 1970 au 26 octobre 1972. Il est à plusieurs reprises mis en détention en 1966, 1969 et 1971 pour suspicion de complot contre la sûreté de l'État, dans un pays qui connaît plusieurs coups d'État,. Il est par ailleurs sénateur de la Communauté dont la liste des membres est communiquée le 11 juillet 1959 par le Secrétaire Général de la Communauté.

## Famille
Il est le père de Patrick et Guillaume Lozès.